# Мифы о долголетии

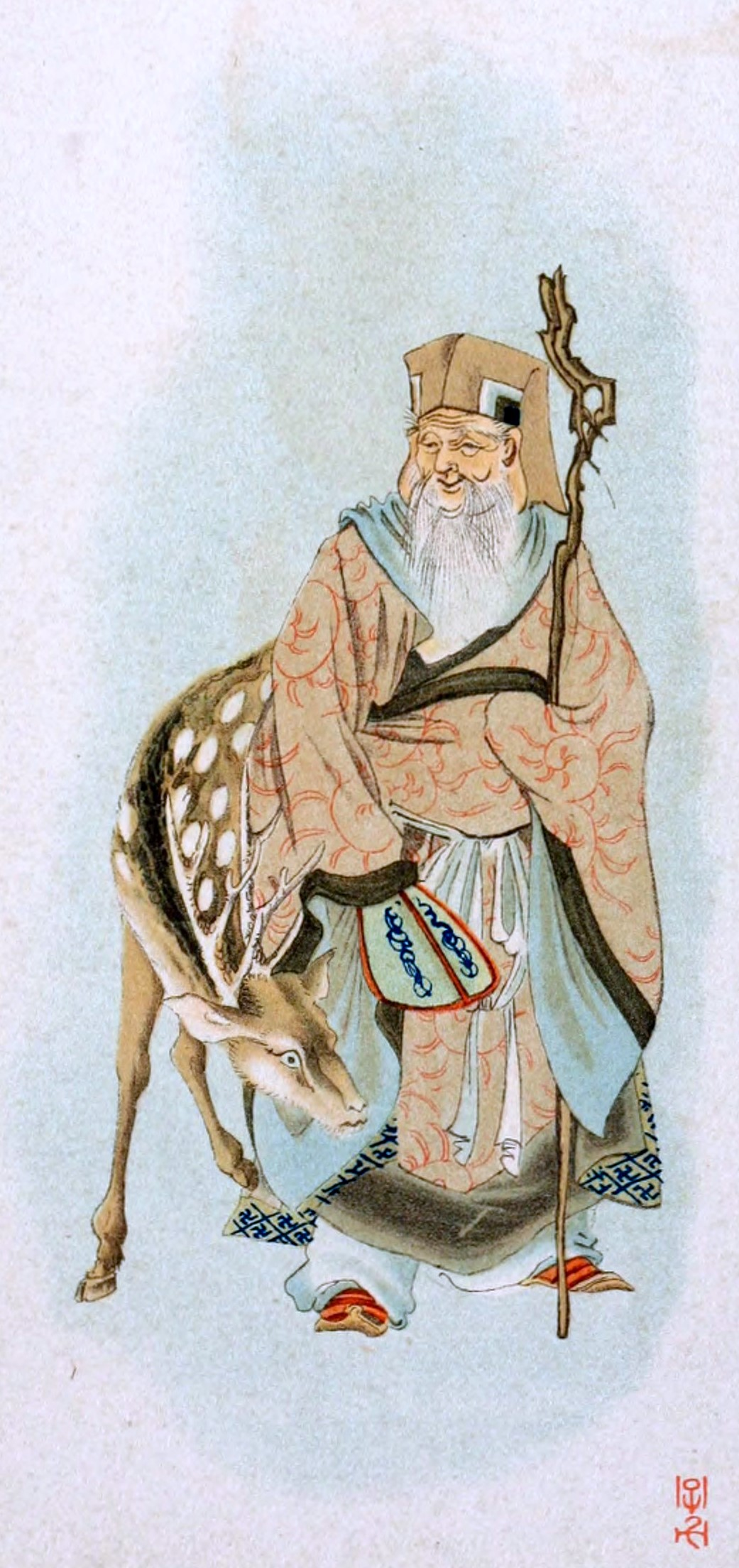
Дзюродзин — японский бог долгожительства, один из 7 богов счастья

Мифы о долголетии — это предания о случаях экстремального долгожительства людей (индивидуумах или целых группах людей), которые не подтверждены научными данными, или предания о практиках, которые якобы даруют долголетие, но в отношении которых нет научных доказательств, что это так.
Буквальная интерпретация древних текстов может показывать невероятно долгую продолжительность жизней некоторых людей, но многие учёные считают, что эти возраста могут быть результатом неправильного преобразования чисел между различными хронологическими и языковыми системами в соединении с культурным и/или символическим значением определённых дат, цифр и личностей.
Понятие «традиции долголетия» может включать в себя очищения, ритуалы, различные практики, медитацию и средства алхимии, которые якобы даруют более долгую жизнь. Особенно такие вещи распространены в китайской культуре.
Современная наука обозначает различные пути, которыми генетика, диета и образ жизни влияют на человеческое долгожительство. Наука также позволяет с высокой точностью определять возраст людей по их останкам.
Для ориентировки, рекорд по максимальной верифицированной продолжительности жизни в современном мире составляет 122+1⁄2 года для женщин (Жанна Кальман) и 116 лет для мужчин (Дзироэмон Кимура). Учёные оценивают, что люди при самых идеальных условиях способны прожить до 127 лет (или примерно 4 млрд секунд). Это не исключает теоретическую возможность, что при удачном сочетании удачных мутаций может появиться человек, способный прожить дольше. Хотя продолжительность жизни людей одна из самых максимальных в природе, имеются некоторые крупные животные, способные прожить ещё дольше. Так, отдельные особи cлоновой черепахи способны жить более 175 лет, а отдельные особи гренладского кита — более 200 лет. Некоторые учёные осторожно предполагают, что человеческий организм может иметь достаточный запас ресурсов для жизни до 150-летнего возраста.

## Экстремальная продолжительность жизни, заявляемая в религиях

### Еврейская Библия(Ветхий Завет)
Несколько частей Еврейской Библии (содержание которой во многом совпадает с Ветхим Заветом), включая Тору, Книгу Иисуса Навина, Книгу Иова и две книги Паралипоменон, упоминают людей с очень долгими жизнями, вплоть до 969 лет (возраст Мафусаила).
Некоторые апологетики объясняют эти экстремальные возраста неправильным переводом слова «месяц» в слово «год», спутыванием лунного кругооборота с солнечным. Если исходить из этого, то 969 лунных месяцев пересчитываются в рациональные 78,3 традиционных лет.
Дональд Этц заявил, что при переработке одной из книг цифры возрастов были умножены на десять. Но подобная интерпретация приводит к непоследовательности: это означает, что возрасты первых девяти патриархов, находящиеся в диапазоне 62—230 лет, пересчитываются в диапазон 5—18+1⁄2, неправдоподобный уже с другой стороны. Другие исследователи выдвигают версию, что первый список, в который входят только 10 имён людей, живших на протяжении 1656 лет, может содержать пропуски поколений, что в результате привело к ситуации, когда патриархам приписываются невероятно долгие жизни. Критик 19-го века Vincent Goehlert предполагает, что продолжительность жизней может на самом деле представлять продолжительность определённых эпох, которым были даны имена людей, особо видных в эти временные промежутки и живших относительно долго, в результате чего ставшие данные эпохи олицетворять.
Библеисты, которые отстаивают позицию буквального понимания библейских текстов, дают своё объяснение больших возрастов ранних патриархов. По одной их версии, первоначально человек имел бесконечную жизнь, но после того как первоначальный грех был привнесён в мир Адамом, люди стали становиться грешнее с каждым поколением и Бог последовательно сокращал их жизни. По другой их версии, перед Всемирным потопом над землёй существовал некий «небесный свод», даровавший людям долгую жизнь.

### Христианство
- Согласно архиву одного из монастырей, человек по имени Scolastica Oliveri жил в Бивоне, Италия, с 1448 по 1578 (возраст 129—130).[20]
- В 1912 году индийский миссионер Sadhu Sundar Singh[англ.] рассказал о человеке по имени Maharishi of Kailash, который был 300-летним христианским отшельником в пещере Гималайских гор, и c которым он провёл некоторое время в близких дружеских отношениях. По словам Sadhu, Maharishi был рождён в Александрии, Египет, и был крещён племянником Франциска Ксаверия.[21]

### Фалуньгун
По заявлению Ли Хунчжи, человек в Японии по имени Mitsu Taira прожил 242 года. В Китае в эпоху правления династии Тан был монах по имени Hui Zhao [慧昭, 526—815], который прожил 290 лет (или 288—289). Согласно летописям провинции Фуцзянь, человек по имени Chen Jun [陈俊] был рождён в 881 году и умер в 1324 году, прожив 443 года.

### Индуизм
- Индуисткий бог Кришна, как заявляется, прожил 125 лет и 8 месяцев с 3228 до 3102 годов до н.э.[источник не указан 1502 дня]
- Монах Трайланга жил в Каши с 1737 года.[24] Журнал Prabuddha Bharata заявляет, что этот человек родился в 1607 году[25] и умер в 1887[24][25] (возраст 279—280). По другому источнику он родился в 1527 году (возраст 359—360).[26][уточнить]
- Садхака Lokenath Brahmachari, как заявляется, жил с 1730 по 1890 (возраст 159—160).[24]
- Shivapuri Baba, известный также как Swami Govindanath Bharati, был индуистким святым, который предположительно жил с 1826 по 1963, что даёт цифру возраста 136—137 лет. Он имел 18 аудиенций с английской королевой Викторией.[27][28]

### Ислам
Многие персонажи в Исламе аналогичны персонажам Ветхого Завета, но описаны под другими именами.
- Ибрахим (إِبْرَاهِيم), как заявляется, жил 168—169 лет.[источник не указан 1502 дня] Его жена Сарра является единственной женщиной в Ветхом Завете, чей возраст там указан. Она умерла в возрасте 127 лет.
- Согласно Корану, Ной прожил 950 лет вместе с его людьми.
- По мнению учёных 19-го века, Abdul Azziz al-Hafeed al-Habashi (عبد العزيز الحبشي) прожил 673—674 лет по григорианскому календарю, или 694—695 лет по исламскому лунному календарю[29].
- По мнению шиитов-двунадесятников, имам Мухаммад ибн аль-Хасан аль-Махди находится сейчас в великом сокрытии и всё ещё жив (возраст 1155 лет)[30].

### Джайнизм
Экстремальные продолжительности жизни приписываются тиртханкара. К примеру,
- Неминатха прожил более 10 000 лет перед своим восхождением,
- Наминатха прожил более 20 000 лет,
- Мунисуврата прожил более 30 000 лет,
- Малинатха прожил более 56 000 лет,
- Аранатха прожил более 84 000 лет,
- Кунтхунатха прожил более 200 000 лет,
- Шантинатха прожил более 800 000 лет.[31]

### Теософия/Нью-эйдж
Махаватар Бабаджи, как говорят, является «невознесённым владыкой», который имеет возраст много веков и живёт в Гималаях. Индуисткий гуру Парамаханса Йогананда заявил, что встречал его, и якобы является одним из его учеников.

## Заявления об исключительном долголетии в древности
Это заявления о случаях исключительного долголетия, имевших место до 150 года нашей эры, за несколько веков до падения Западной Римской империи.

### Китай

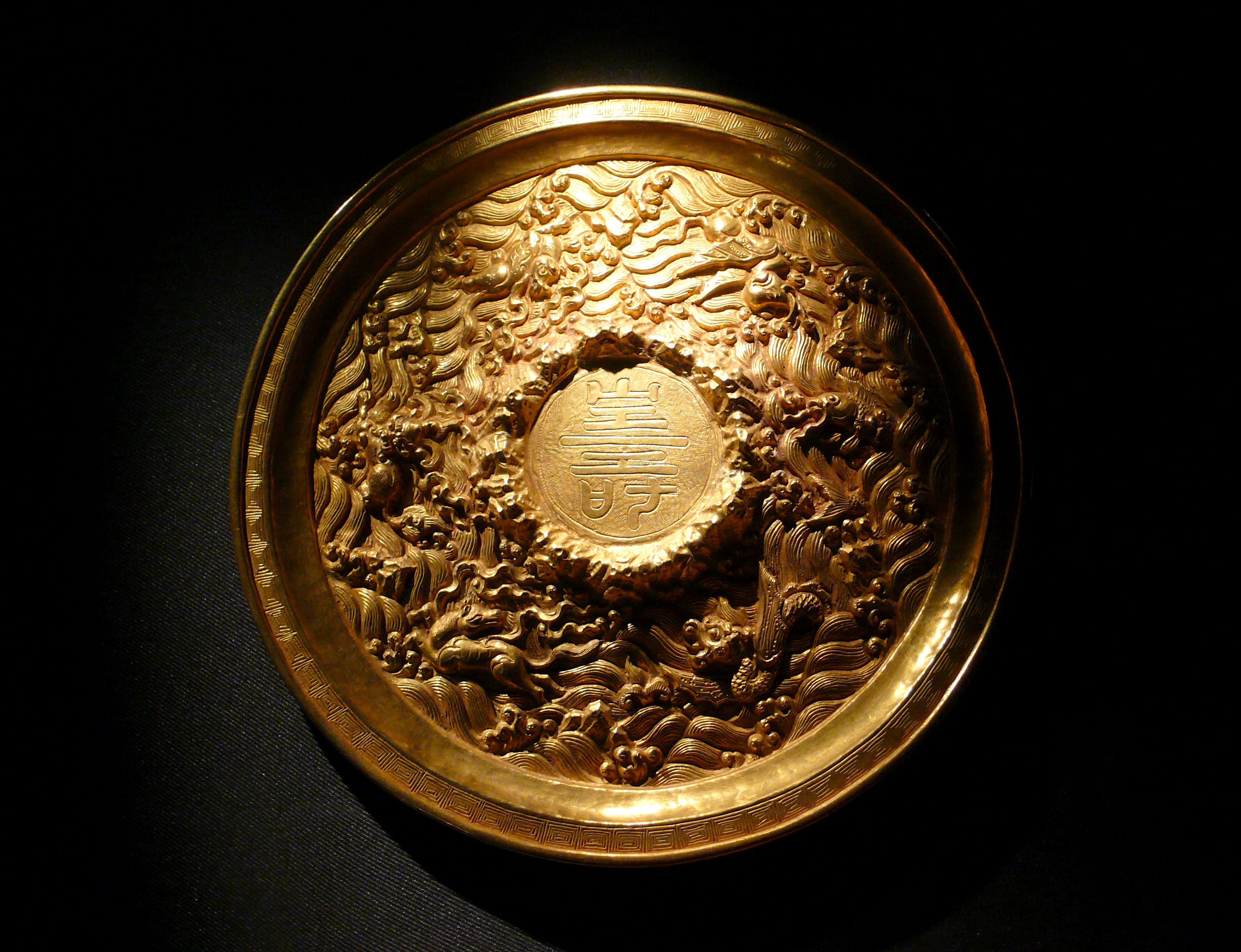
Бронзовое зеркало, оформленное китайскими символами, обознающими долголетие, драконами и облаками

- Фу Си (伏羲), как декларируется в древних документах, прожил 197 лет.[34]
- Древнегреческий писатель Лукиан упоминал о неком «китайском народе» («Seres»), утверждая, что те живут по 300 лет и более.
- Zuo Ci[англ.], который жил в эпоху Троецарствия, как говорят, прожил 300 лет.
- По китайской легенде, Пэн Цзу прожил более 800 лет[35] во время династии Инь (殷朝, существовавшей с 16-го по 11-й века до н.э.).[36]

Императоры
- Император Хуан-ди (Жёлтый император), как утверждается, прожил 113 лет (примерно с 2711 до 2597 до н.э.).
- Император Яо, согласно некоторым источникам, прожил 121 год (2376—2255 до н.э.).[37] По другим, выглядящим более достоверно, 101 год (2356—2255 до н.э.)[38]
- Император Шунь, как заявляется, прожил 110 лет (2294—2184 до н.э.)
- Восемь Бессмертных, согласно легендам, прожили более 14 000 лет, и до сих пор живы.

### Египет
Египетский историк Манефон, живший в IV—III веках до н.э., опираясь на более древние источники, начал свой лист египетских царей с греко-египетского бога Гефеста (Птаха), который «был царём более 9000 лет».

### Греция
Книга «Macrobii» («долгожители») является работой, посвящённой долголетию. Её приписывали древнегреческому писателю Лукиану, хотя сейчас считается, что он не мог написать её. Большинство долгожителей, упоминающихся в ней, имеют возраст от 80 до 100 лет, но есть несколько со значительно более длинными жизнями:
- Тиресий, слепой провидец в Фивах, прожил более 600 лет.
- Нестор прожил более 300 лет.
- Люди из некоего «китайского народа» («Seres») жили более 300 лет.

Древнегреческий философ, жрец и поэт Эпименид якобы прожил 154 года. По другим данным почти 300 лет.

### Япония

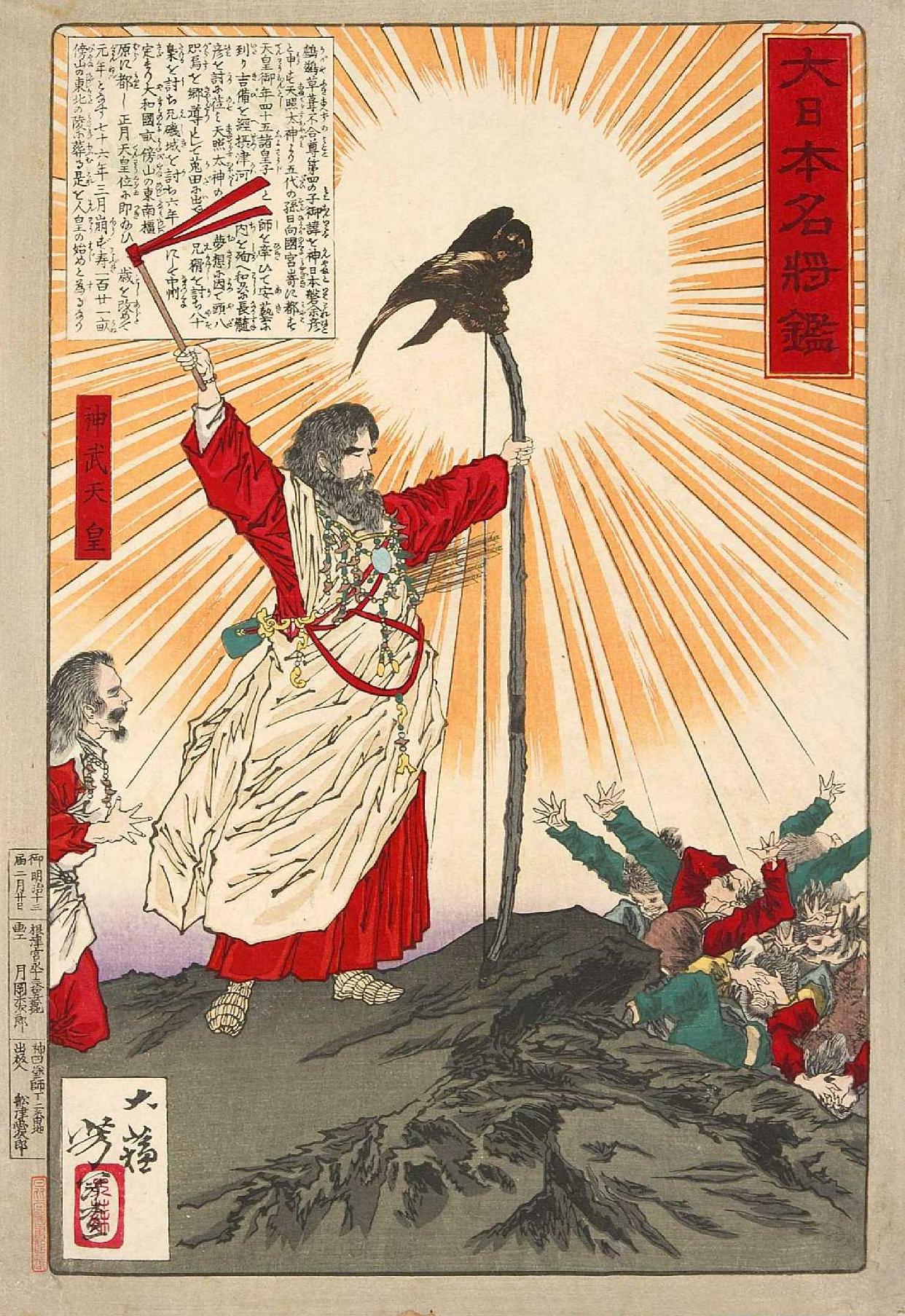
Гравюра с изображением императора Дзимму

Согласно Кодзики, некоторые ранние императоры Японии правили в течение более века.
- Император Дзимму — легендарный первый император Японии. Даты жизни традиционно определяются 711—585 до н.э., таким образом давая возраст 126 лет. Однако форма его посмертного титула предполагает, что то было составлено во время правления императора Камму (781—806),[41] или возможно, в то время, когда легенды об истоках династии Ямато были скомпилированы в Кодзики.
- Император Коан — шестой император Японии, живший с 427[42] до 291 до н.э. (137 лет, coгласно Нихон сёки[43]).

### Корея
- Тангун, основатель первого корейского королевства, как утверждается, родился в 2333 г. до н.э. и умер в 425 г. до н.э. в возрасте 1908 лет.
- Taejodae of Goguryeo[англ.] (46/47—165), как утверждается, прожил 118 лет. Из которых 93 года правил Кореей, начиная с 7-летнего возраста до столетия.[44] Но имеются и альтернативные данные: согластно хронике Хоу Ханьшу, он умер в 121 году в возрасте 74 лет.

### Персидская империя
Годы царствования нескольких шахов в эпической поэме Шахнаме, написанной Фирдоуси, определены более чем в столетие:
- Заххак — 1000 лет
- Джамшид — 700 лет
- Траэтаона — 500 лет
- Askani — 200 лет
- Кей-Кавус — 150 лет
- Манучехр — 120 лет
- Luarsab[англ.] — 120 лет
- Виштаспа — 120 лет

### Древний Рим
Древнеримский писатель Плиний Старший описал рекорд долголетия во время переписи населения 74 года, во времена императора Веспасиана. В одном из регионов Италии многие люди якобы жили более 100 лет, четверо были заявлены возрастом 130 лет, кто-то почти 140.

### Шумер
Заявляемые возраста самых ранних 8 шумерских королей в списке царей Шумера и Аккада обозначены в единицах и дробях саров (3600 лет) и в сумме составляют 67 саров (241 200 лет).
Царю Энменлуанна приписывают правление в течение 43 200 лет, царям Алалгар и Таммуз по 36 000 лет каждому.

### Вьетнам
- Киньзыонг-выонг, первый король Вьетнама, как заявляется, был рождён в 2919 году до н.э. и умер в 2792 г. до н.э. (отсюда возраст около 127 лет).
- Лак Лонг Куан, как заявляется, правил с 2793 г. до н.э. до 2594 г. до н.э. (отсюда время правления около 269 лет).

## Средневековая эпоха

### Польша
- Пяст, король Польши, умер в 861 году в предполагаемом возрасте 120 лет (740—861).[46]

### Уэльс
- Уэльский бард Llywarch Hen[англ.]* (Heroic Elegies) умер около 500 года в приходе Llanvor, как сообщается, в возрасте 150 лет.[47]

### Англия
- Эдгар Этелинг, английский принц, который два месяца был королём Англии после смерти Гарольда II Годвинсона во время битвы при Гастингсе в 1066 году, согласно общепринятой версии умер около 1126 года в возрасте около 75 лет. Однако существуют два государственных документа от 1158 и 1167 годов, в которых упомянуто его имя как живого человека. Неясно, либо это сам Эдгар Этелинг, доживший до возраста 115 лет, либо его сын, либо другой человек с таким же именем.[48]

## Современные заявления об исключительном долголетии
В более позднее время появляется ещё больше сообщений о якобы имевших место случаях исключительного долголетия. Некоторые из заявляемых случаев:
| Имя                   | Рождение                       | Смерть    | Возраст         | Страна                               | Заметки |
| --------------------- | ------------------------------ | --------- | --------------- | ------------------------------------ | --- |
| Трайланга Свами       | 1607                           | 1887      | 280             | Индия                                | |
| Ли Цинъюнь            | 1736 - claimed 1677 - disputed | 1933      | 196—197 255—256 | Империя Цин, Китайская Республика    | Провёл основную часть жизни в горах. |
| Peter Czartan         | 1539                           | 1724      | 184             | Венгрия                              | Charles Hulbert, который сообщил о данном случае исключительного долголетия в списке от 1825 года, добавил, что John (172) его жена Sara (164) оба умерли в 1741 году в Венгрии после 148 лет брака. |
| Henry Jenkins         | 1501                           | 1670      | 169             | Англия                               | |
| Ширали Муслимов       | 1805                           | 1973      | 168             | Российская империя, СССР             | Азербайджанский чабан. Некоторые источники называют его самым старым долгожителем СССР. Как сообщается, на момент смерти Ширали Муслимова его супруге было 120 лет, и она ещё была жива.             |
| Javier Pereira        | 1789                           | 1955—1958 | 165—169         | Колумбия                             | |
| Zaro Aga              | 1764                           | 1934      | 170             | Османская империя                    | |
| Томас Парр            | 1482—1483                      | 1635      | 152             | Англия                               | Английский крестьянин. |
| Mbah Gotho            | 1870                           | 2017      | 146             | Голландская Ост-Индия, Индонезия     | |
| Bir Narayan Chaudhary | 1856                           | 1998      | 141—142         | Непал                                | |
| Mubarak Rahmani Messe | 1874                           | 2014      | 140             | Алжир                                | Согласно заявлению членов его семьи, большую часть своей ранней жизни он провёл в Алжирской пустыне.                                                                                                 |
| Habib Miyan           | 1869                           | 2008      | 138             | Индия                                | Держит рекорд Книги рекордов Гиннеса по самой долгой пенсии по старости. |
| Charlie Smith         | 1842                           | 1979      | 136—137         | США                                  | Родился в Либерии. В 12 лет был похищен и продан в рабство в США. |
| Тути Юсупова          | 1880                           | 2015      | 134             | Российская империя, СССР, Узбекистан | Всю жизнь прожила в ауле. |
| Sylvester Magee       | 1841                           | 1971      | 130             | США                                  | Его называли последним живым бывшим рабом в Америке. |
| Sankardev             | 1449                           | 1568      | 118             | Индия                                | Ассамский полимат. |

- В своё время Альбрехт фон Галлер составил список супердолгожителей, в который входило 62 человека возрастом 110-120 лет, 29 человек возрастом 120—130 лет, и 15 человек возрастом 130—140 лет.[65]
- В 1973 году журнал National Geographic опубликовал статью о народе Буриши, проживающем в долине Хунза[англ.] в горах Пакистана, в котором много очень старых людей.[55]
- Шведские архивы содержат детальную информацию о тысячях столетних людей, начиная с 1749 года. Максимальный возраст, о котором рапортуется с 1751 по 1800 годы, был 147 лет.[66]
- В Великобритании в 1799 году James Easton обнаружил и задокументировал 1712 случаев экстремального долголетия, имевших место в этом регионе с 66 до 1799 годы.[67] Другой подобный документ был составлен в 1825 году, его редактором стал Charles Hulbert.
- Периодическое издание The Aesculapian Register, печатающее статьи врачей и выпускавшееся в Филадельфии в 1824 году, содержало перечень ряда случаев экстремального долгожительства, в том числе несколько случаев якобы более 130 лет. Авторы заявили, что информация взята из Dublin Magazine.[68]
- Документы Российской Империи за 1815 год сообщают об 1068 столетних людях, включая 246 супердолгожителей (в том числе 50 в возрасте 120—155 лет и одном даже старше).[47] По мнению журнала Time, в СССР на государственном уровне был «культ Мафусаила», что приводило к завышению показателей долгожительства.[69] В переписи населения СССР от 1959 года заявлялось о 592 людях с возрастом более 120 лет (224 мужчины, 368 женщин).[70] В переписи 1960 года также значилось большое количество людей с возрастом 120—156 лет.[71] По мнению журнала Time, в Грузии такие показатели подстёгивались грузином по национальности Иосифом Сталиным, надеявшимся прожить очень долгую жизнь.[69] Жорес Медведев продемонстрировал, что все сотни заявлений о случаях жизни более 120 лет не проходят проверку на правдивость даты рождения и другие тесты.[69] Он сказал, что Сталину нравилась идея «для грузин свойственно доживать до 100-летнего возраста».[71]
- В 1812 году газета Russian Petersburgh Gazette рапортовала о человеке возрастом от 200 до 255 лет в епархии города Екатеринослав (сейчас город Днепр в Украине).

## Практики

### Диета
Существовали идеи, что некоторые диеты ведут к необычайно долгой продолжительности жизни (более 130 лет). К примеру, Диета народа Буриши, используемая в некоторых местах северного Пакистана, якобы даёт людям возможность жить до 140 лет и больше, но эти заявления не проходят проверку на достоверность.

### Алхимия
Другой практикой, которая, как считалось, может дать человеку долгую жизнь, является алхимия.
- Николя Фламель (ранние 1330-е — 1418) был общественным писарем, который обрёл репутацию алхимика, создателя философского камня и эликсира жизни, даровавшее бессмертие ему и его жене Перенелле. Его надгробная плита с загадочными письменами хранится в музее Средневековья в Париже.
- Federico Gualdi[итал.], автор книги «Откровение истинной химической мудрости», в 1680-х годах жил в Венеции. Как сообщалось в голландской газете того времени, его возраст был более 400 лет. По некоторым источникам, когда его спросили о портрете, который он нёс, он ответил, что это его портрет, написанный Тицианом (который умер в 1576 году), но не дал никаких объяснений и покинул Венецию на следующее утро.[74][75] По другим данным, Gualdi покинул Венецию вследствие религиозных обвинений и умер в 1724 году.[76] Ещё в одном источнике намекается, что тот был ещё жив в 1782 году и ему было около 600 лет.[74]

### Источник вечной молодости
Считается, что Источник вечной молодости возвращает организм каждого, кто отопьёт из него, в молодое состояние. Это понятие пошло от Геродота, который приписал свойство даровать долголетие некоему фонтану, расположенному в Эфиопии. Этот фонтан также описывается в псевдориисторическом греческом романе «История Александра Великого» и у Хидра.
После смерти испанского конкистадора Хуана Понсе де Леона испанский историк и писатель Гонсало Фернандес де Овьедо-и-Вальдес написал в своём труде Historia General y Natural de las Indias, что Хуана Понсе де Леоне искал особые воды в районе Бимини, чтобы вылечить своё старение. В результате этих поисков была открыта Флорида.